# Pelycomaia
Pelycomaia is een geslacht van kreeftachtigen uit de klasse van de Malacostraca (hogere kreeftachtigen).

## Soort
- Pelycomaia minuta (Edmondson, 1933)